# Zino Davidoff Group

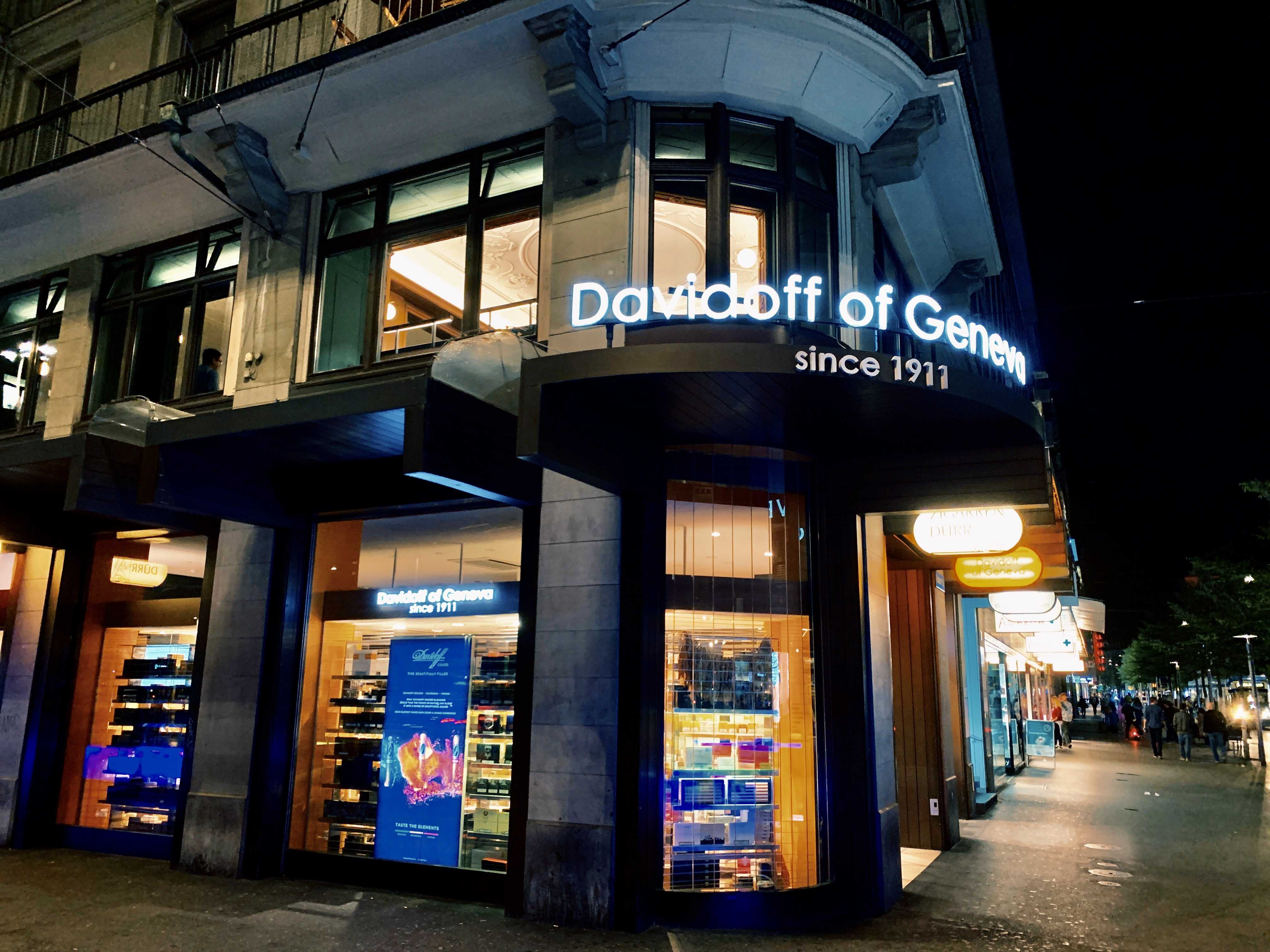
Revêtement extérieur d'un magasin à Genève.

Zino Davidoff Group (Zino Davidoff SA, ) est une entreprise fondée en 1980 qui exerce son activité exclusivement dans le segment du luxe. Cette société possède et gère la marque Davidoff et commercialise des montres, des produits de maroquinerie, des instruments d’écriture, des accessoires de mode pour homme et femme tels que cravates, foulards et boutons de manchette, ainsi que des parfums, lunettes, cafés et cognacs.
La marque Davidoff est produite sous licence par Coty, Inc pour le commerce des parfums,, par Menrad pour le secteur des lunettes, par Tchibo pour celui des cafés et par Thomas Hine & Co pour le cognac.

## Histoire
Le Groupe Zino Davidoff a été fondé en 1980 par Zino Davidoff et son associé Ernst Schneider, président du conseil d'administration d'Oettinger IMEX AG , jusqu'en 2006. Le premier parfum Davidoff a été lancé en 1984. C’est en 1988 que le parfum le plus connu[réf. nécessaire] de la marque, Davidoff Cool Water, fut créé par Pierre Bourdon et introduit sur le marché. Il est aujourd’hui toujours l’un des parfums ayant le plus de succès.
C’est en 1985 qu’a été lancée la première ligne de cravates Davidoff et que la première montre Davidoff a été introduite sur le marché.
En 1986, Davidoff lance sa gamme de cognac.
La première collection d’articles de maroquinerie est sortie en 1987, et en 1988 c’était le tour des premières lunettes. Les instruments d’écriture et les cafés ont vu le jour dans les années 1990.
Le nouveau logo Davidoff est né en 2000.
En 2005, les licences pour la distribution d’articles du luxe tels que maroquinerie, instruments d’écriture et cravates ont été retirées aux partenaires précédents et le groupe Zino Davidoff a commencé à développer et commercialiser ces produits à l’interne, en y ajoutant également une nouvelle collection de montres. La première collection interne fut présentée lors de Baselworld en 2008 sous le nom « Very Zino »,.
Depuis 2008, Davidoff a présenté trois différentes collections de montres sur le marché,.